# Et raalams historie
Et raalams historie er en dansk børnefilm fra 1944, der er instrueret af Carl Dines Dreyer.

## Handling
En samvittighedsløs krybskytte nedskyder en rå, som har et nyfødt lam. Lammet kommer i pleje hos skovriderens lille datter, bliver husets kæledægge, vokser op og bliver en flot hjort med smukt gevir, som stadig elsker sin lille plejemor. Men alle skovens dyr spiller med i dette drama, som ender lykkeligt.